# Mark Brink
Mark Brink, né le 15 mars 1998 à Esbjerg au Danemark, est un footballeur danois qui évolue au poste de milieu défensif au FC Nordsjælland.

## Biographie

### Esbjerg fB
Né à Esbjerg au Danemark, Mark Brink est un pur produit du centre de formation de l'Esbjerg fB. Il fait ses débuts en équipe première le 1er septembre 2015, à l'occasion d'une rencontre de coupe du Danemark face au Søhus Stige BK. Il est titularisé et son équipe s'impose par neuf buts à zéro. Le 4 avril 2016 il joue son premier match de première division danoise, contre Viborg FF. Il est titularisé puis remplacé par Lasse Rise (en). Une rencontre que son équipe remporte par un but à zéro.
Il marque son premier but en championnat lors de la défaite de son équipe 3-1 sur la pelouse du Randers FC le 29 mai 2016.
En avril 2017, il prolonge son contrat avec Esbjerg fB jusqu'en 2021.

### Silkeborg IF
Le 31 janvier 2020, lors du dernier jour du mercato hivernal, Mark Brink s'engage pour un contrat de deux ans et demi avec le Silkeborg IF. Il joue son premier match sous ses nouvelles couleurs le 16 février 2020 contre l'Aalborg BK. Il entre en jeu et son équipe s'incline par deux buts à zéro.
Devenu un membre important de l'équipe sous les ordres de Kent Nielsen, Brink est récompensé par un nouveau contrat avec Silkeborg le 7 décembre 2021, le liant au club jusqu'en juin 2025,.

### FC Nordsjælland
Le 2 septembre 2024, Mark Brink s'engage en faveur du FC Nordsjælland. Il signe un contrat de trois ans, soit jusqu'en juin 2027.
Il joue son premier match le 16 septembre 2024 face au Randers FC, en championnat. Il est titularisé et les deux équipes se neutralisent (1-1 score final).

### En sélection
Il est appelé dans les différentes équipes de jeunes du Danemark. Il est à plusieurs reprises capitaine de la sélection des moins de 17 ans puis de celle des moins de 19 ans. Avec les moins de 17 ans, il est l'auteur d'un triplé contre Andorre lors des éliminatoires du championnat d'Europe des moins de 17 ans en septembre 2014. Avec les moins de 19 ans, il marque un doublé lors d'un match amical contre Chypre en janvier 2017.

## Statistiques
| Saison                | Club                  | Championnat           | Championnat | Championnat | Coupe(s) nationale(s) | Coupe(s) nationale(s) | Compétition(s) continentale(s) | Compétition(s) continentale(s) | Compétition(s) continentale(s) | Total | Total |
| Saison                | Club                  | Division              | M.          | B.          | M.                    | B.                    | Comp.                          | M.                             | B.                             | M.    | B.    |
| 2015-2016             | Esbjerg fB            | Superligaen           | 6           | 1           | 1                     | 0                     | -                              | -                              | -                              | 7     | 1     |
| 2016-2017             | Esbjerg fB            | Superligaen           | 14          | 0           | -                     | -                     | -                              | -                              | -                              | 14    | 0     |
| 2017-2018             | Esbjerg fB            | 1e Divisie            | 33          | 5           | 1                     | 0                     | -                              | -                              | -                              | 34    | 5     |
| 2018-2019             | Esbjerg fB            | Superligaen           | 30          | 0           | 4                     | 0                     | -                              | -                              | -                              | 34    | 0     |
| 2019-2020             | Esbjerg fB            | Superligaen           | 10          | 0           | -                     | -                     | C3                             | 1                              | 0                              | 11    | 0     |
| Sous-total            | Sous-total            | Sous-total            | 93          | 6           | 6                     | 0                     | -                              | 1                              | 0                              | 100   | 6     |
| 2019-2020             | Silkeborg IF          | Superligaen           | 10          | 0           | -                     | -                     | -                              | -                              | -                              | 10    | 0     |
| 2020-2021             | Silkeborg IF          | 1e Divisie            | 29          | 1           | 2                     | 0                     | -                              | -                              | -                              | 31    | 1     |
| 2021-2022             | Silkeborg IF          | Superligaen           | 32          | 1           | 2                     | 0                     | -                              | -                              | -                              | 34    | 1     |
| 2022-2023             | Silkeborg IF          | Superligaen           | 29          | 0           | 4                     | 0                     | C3+C4                          | 2+5                            | 0+0                            | 40    | 0     |
| 2023-2024             | Silkeborg IF          | Superligaen           | 32          | 0           | 7                     | 0                     | -                              | -                              | -                              | 39    | 0     |
| 2024-2025             | Silkeborg IF          | Superligaen           | 5           | 0           | -                     | -                     | C3+C4                          | 2+2                            | 0+0                            | 9     | 0     |
| Sous-total            | Sous-total            | Sous-total            | 137         | 2           | 15                    | 0                     | -                              | 11                             | 0                              | 163   | 2     |
| 2024-2025             | FC Nordsjælland       | Superligaen           | 14          | 0           | 2                     | 0                     | -                              | -                              | -                              | 16    | 0     |
| Sous-total            | Sous-total            | Sous-total            | 14          | 0           | 2                     | 0                     | -                              | -                              | -                              | 16    | 0     |
| Total sur la carrière | Total sur la carrière | Total sur la carrière | 244         | 8           | 23                    | 0                     | -                              | 12                             | 0                              | 279   | 8     |